# The Silent Lady
The Silent Lady è un film muto del 1917 diretto da Elsie Jane Wilson.
Ad interpretare il ruolo della bambina protagonista è Zoe Rae, che negli anni Dieci è - con Gordon Griffith, Marie Osborne e, in Europa, Tibor Lubinszky - tra i primi attori bambini cui sia stato affidato un ruolo centrale in un lungometraggio. La regista Elsie Jane Wilson, figura pioneristica del cinema femminile, la volle come protagonista nei suoi primi quattro film, tutti girati nel 1917. Qui Zoe Rae recita al fianco di Gretchen Lederer.

## Produzione
Il film fu prodotto negli Stati Uniti dalla Universal Film Manufacturing Company.

## Distribuzione
Distribuito dalla Universal Film Manufacturing Company, il film uscì nelle sale cinematografiche statunitensi il 10 dicembre 1917 e quindi anche internazionalmente.